# Sismo de Caracas de 1967
O Sismo de Caracas de 1967 foi um movimento sísmico ocorrido na Venezuela que açoitou a Caracas e o Litoral Central (La Guaira, no actual estado de Vargas) a 29 de julho de 1967 às 8:05 p.m, hora da Venezuela (UTC-4, nesse tempo). Teve como o seu epicentro o litoral central, a 20 km de Caracas, e teve uma duração de 35 segundos. Este fenómeno telúrico afectou em maior medida às zonas de Altamira, Los Palos Grandes e o Litoral Central. Após o sismo, seguiram réplicas de menor intensidade.
O Distrito Federal foi sacudido por um sismo de 6.5 a 6.7 graus na escala de Richter com uma duração de 35 a 55 segundos. Na zona de Caracas deixou um balanço de 2.000 feridos e 236 mortos. Os danos materiais a mais de 10 milhões de dólares estadounidenses.

## Acontecimentos

### 5:27 a.m.
Às 5:27 (hora de Colômbia, (UTC-5)) produziu-se um poderoso tremor cuja intensidade, na cidade de Bogotá, onde não produziu danos maiores, no entanto se registou 10 mortos em diferentes zonas do país e milhares de pesos em perdas materiais. O sacerdote José Rafael Goberna, subdirector do Instituto Geofísico de Los Andes, estimou em 10 graus na escala de Mercalli e de 10 no epicentro, o qual foi localizado a 350 quilómetros ao noroeste de Bogotá e a 200 quilómetros de profundidade com 90 segundos de duração. Produziram-se poucos danos materiais nessa cidade e depois de uma réplica às 10:25 a.m. a gente, pouco a pouco, regressou aos seus lares passado o meio dia. Este sismo foi mais leve que o ocorrido a 9 de fevereiro de 1967 às 10:29 com um minuto, aproximadamente, de duração.
Na Venezuela, país fronteiriço da Colômbia, este tremor provocou danos em San Cristóbal, capital do estado Táchira, com um resultado de 2 pessoas falecidas.

### 20:05
Às 20:05 p.m., hora da Venezuela, Caracas foi sacudida por um sismo de 6.7 na escala de Ritcher. O pessoal do Observatório Cajigal não pôde precisar exactamente nem o epicentro, nem a magnitude do sismo porque ao sismógrafo pendular se lhe romperam as flexas das agulhas e as equipas de células fotoelétricas sofreram também defeitos. Depois do sismo o director do observatório, capitão de mar e guerra Ramiro Pérez Luciani, estimou que o epicentro se achava na falha de Humocaro, estado Lara, a uns 350 quilómetros de Caracas; mas ao dia seguinte, ao examinar os relatórios de danos, corrigiu a sua apreciação, localizando-o no Mar do Caribe a 70 km da costa, em frente ao Litoral Central. Devido aos danos nas equipas sismológicos, o director do Observatório Naval informou que teria de recorrer aos institutos especializados estrangeiros para determinar com exactidão os dados do sismo. 
Na Catedral de Caracas, localizada no centro da cidade, estava-se oficiando uma missa quando ao momento do sismo os vitrais do templo subitamente explodiram e os feligreses que estavam perto se afastaram rapidamente para a Praça Bolívar. Em poucos segundos a centenária Cruz Pontifical que coroava a fachada se desmonorou em queda livre até golpear o solo, fragmentandose em pedaços ficando marcada sua silhueta no mesmo. Um dos presentes recordaria o facto com as seguintes palavras: “Vi quando a cruz se desprendeu e ficou gravada no andar como uma queimadura de ferro candente; nesse preciso momento o sismo cessou”, o que fez que muitas pessoas atribuíssem isto como um milagre divino e durante vários dias dita silhueta era venerada pelos fiéis até que, a 2 de agosto, as autoridades decidiram remover o troço de concreto sem dar mais explicações. Actualmente, depois de várias décadas de rumores e especulações a respeito de seu paradeiro, o mesmo está preservado na Capela do Santo Cristo da Misericórdia, localizada no sector do Vale.
Paralelamente nos estudos Sonomatrix -localizados no sector de Antímano- o técnico de som Alejandro López, o organista Tulio Enrique León e o compositor Germán Narvaez, estavam a trabalhar na gravação de uma pista instrumental para um tema gravado por um coro infantil uns dias antes. Ao fugir os três homens do estudo durante o movimento sísmico os microfones, consolas e as equipas de gravação de fita magnética ficaram em funcionamento gravando-se assim o único som registado do tremor. Desta gravação a empresa FAVEDICA editaria mais tarde um disco single com uma breve narração que explicava o sucedido e, ademais, se incluiu em dito singelo uma composição musical alusiva ao incidente ocorrido na Catedral de Caracas antes descrito titulada: "O Milagre da Cruz", a qual foi escrita por Oswaldo Oropeza e interpretada por Manuelita Sandoval junto conjunto dos Irmãos Oropeza.
Por outra parte num dos estúdios de Rede Venezuelana de Televisão, localizado no sector dos Ruices, a essa mesma hora se estava a gravar um programa especial (que seria transmitido no 1 de agosto, quando essa rede televisiva celebraria o seu terceiro aniversário) e, ao se iniciar a actuação da cantora folclórica venezuelana Purita Reina quem estava acompanhada do conjunto musical de Mario Suárez e o balete da televisora, começou a se mover o decorado de uma nuvem o qual saltava de acima a abaixo em brusco movimento vertical. O luminotécnico chamou a atenção dos funcionários por esta falha e, enquanto, os artistas continuaram com os seus trabalhos até que o movimento do decorado passou de vertical a ondulatório e, ao ver-se todos os presentes de que estava a ocorrer um sismo, fugiram com medo do lugar enquanto a câmara caiu a um lado e, segundo reportou a imprensa da época sobre este incidente, nas imagens gravadas se mostrava claramente que o solo se movia em sentido ondulatorio até que a câmara se apagou. Também, em outro estudo do canal, se encontravam mais de 600 pessoas esperando para ver um torneio de luta livre que ia ser transmitido ao vivo mas, com a única excepção do susto causado pelo movimento sísmico, felizmente não se registaram vítimas que lamentar e o edifício da televisora também não sofreu danos.
A expansão abarcou violentamente durante uns 55 segundos a zona sísmica exterior do norte de Caracas, a qual que se estende por mais de 20 quilómetros entre as populações de Arrecifes e Naiguatá. Estas zonas do Litoral Central junto com as de Altamira e Los Palos Grandes em Caracas, foram as que sofreram maiores danos.
Em Caraballeda, no actual estado de Vargas, cinco dos onze andares do edifício "Mansão Charaima" ficaram destruídos; uns meses depois tratou-se de demolir o edifício com explosivos e, ao não se conseguir isto, deveu se empregar uma bola de demolição. Também o Hotel Macuto Sheraton sofreu fortes danos em suas estruturas.

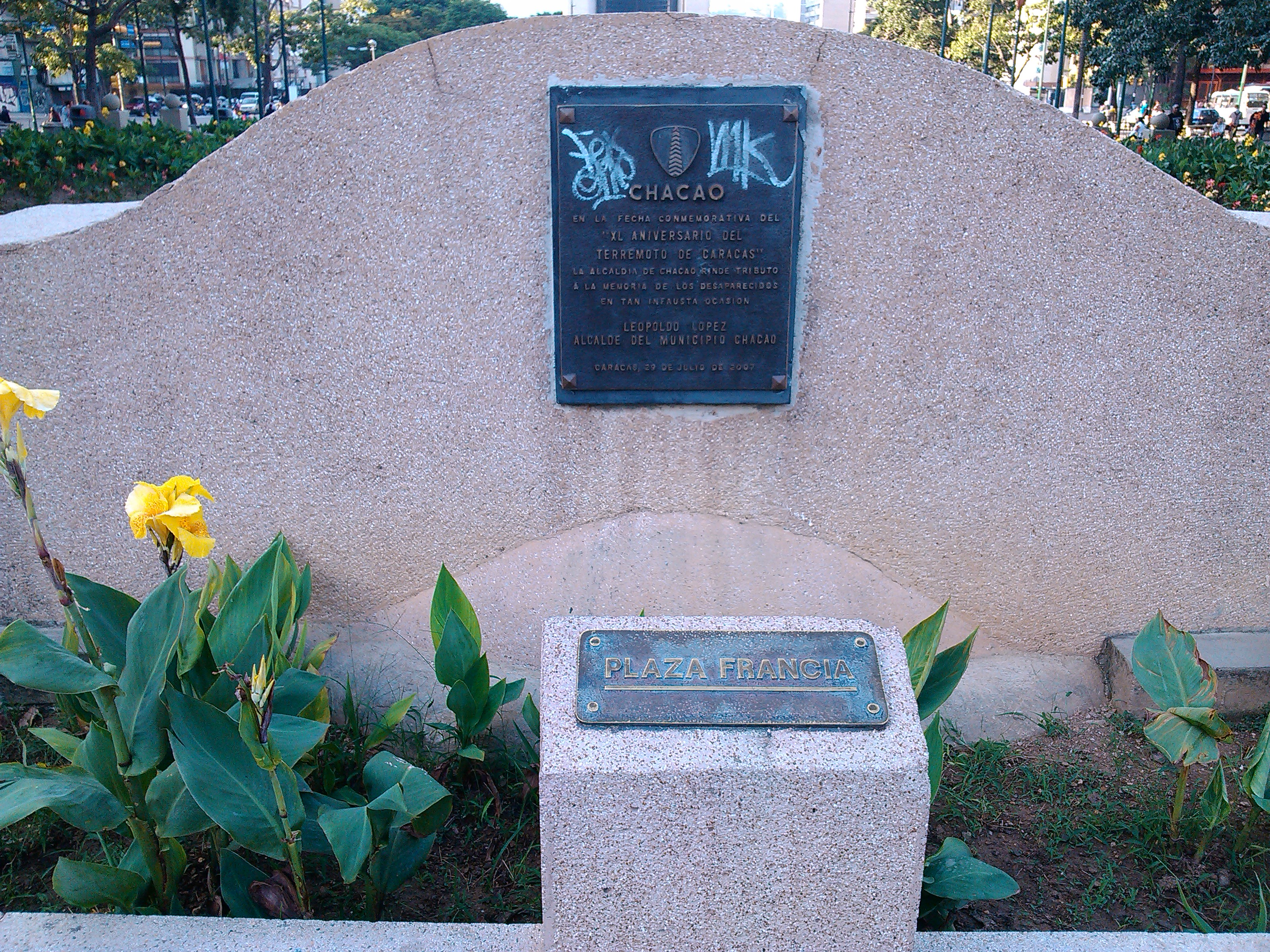
Placa Conmemorativa em Lembrete ao Sismo em Chacao, em seu quadragésimo aniversário, localizada na praça Francia de Altamira

O Município Chacao, localizado no leste de Caracas, ficou dominado por uma grande nuvem de pó cinza. Para perto da Praça Altamira derrubou-se o edifício "Neverí". Na primeira avenida de Los Palos Grandes, veio-se abaixo o edifício "San José" de 9 andares, o qual foi reconstruído e que hoje em dia conserva o seu nome. No edifício "Mijagual", de 10 andares, celebrava-se essa noite uma festa e os convidados que assistiram à mesma também faleceram. Na avenida Luis Roche de Altamira, oito dos andares do edifício "Palace Corvin" desapareceram durante o sismo. Também ficaram afectados os edifícios "Roxul", "Royal Coral" e "Blue Palace", localizados nessa zona. Actualmente na praça Altamira existe uma placa conmemorativa da tragédia.
O acontecimento causou uma grande cobertura de imprensa e televisão dando-se assim, pela primeira vez na televisão venezuelana, uma transmissão por 24 horas de forma ininterrumpida.
Ao forte sismo seguiram-lhe um total de 30 réplicas, todas de menor intensidade, a cada uma das quais enchia de pânico a quem as sentiam, já que tinham o temor do primeiro sismo, que foi considerado um sismo pela gravidade da sua escala.
Nos dias subsiguientes servidores públicos dos organismos competentes e milhares de voluntários resgataram os corpos que jaziam entre os escombros. Os restos dos edifícios e derrubes foram transportados à Base Aérea da Carlota para a sua revisão. Durante 6 meses os condutores que circulavam pela autopista podiam ver o panorama do ocorrido naquele dia.
Em Maracay, capital do estado Aragua (localizada a uns 80 quilómetros ao sudoeste de Caracas), registaram-se cinco pessoas falecidas e 100 feridas. Em outras cidades reportaram-se unicamente danos estruturais.
A raiz deste sismo o então presidente da Venezuela, Raúl Leoni, dispôs a criação de duas comissões que encarregar-se-iam de avaliar os danos produzidos e, entre as conclusões das mesmas, se propôs ao Poder Executivo a criação de um instituto que se encarregasse do estudo e investigação dos sismos em Venezuela. Posteriormente, durante a primeira presidência de Rafael Caldera, criou-se (mediante o decreto N° 1053, do dia 27 de julho de 1972) a Fundação Venezuelana de Investigações Sismológicas (Funvisis). 

## Mortos e danos materiais
O desastre deixou a mais de 301 mortos (236 mortos registados), 2.000 feridos, 80 mil pessoas sem moradia e uma perda material de 450.000.000 de bolívares (10.465.116 USD na época). Seis edifícios foram destruídos, 40 edifícios foram declarados não habitáveis, 180 edifícios sofreram deteriorações graves e um número não quantificado de moradias, de um e dois andares, resultaram avariadas, especialmente nas fachadas, paredes com reboco, frisos, varandas e cornijas.